# Епархия Чхонджу
Епархия Чхонджу (лат. Dioecesis Cheongiuensis) — епархия Римско-Католической церкви с центром в городе Чхонджу, Южная Корея. Епархия Чхонджу входит в митрополию Тэгу. Кафедральным собором епархии Чхонджу является церковь Святого Семейства.

## История
23 июня 1958 года Римский папа Пий XII выпустил буллу Sacro suadente, которой учредил апостольский викариат Чхонджу, выделив его из апостольского викриата Сеула (сегодня — Архиепархия Сеула).
10 марта 1962 года Римский папа Иоанн XXIII издал буллу Fertile Evangelii semen, которой преобразовал апостольский викариат Чхонджу в епархию.

## Ординарии епархии
- епископ James Vincent Pardy MM (1958 — 1969);
- епископ Николай Чон Джин Сок (1970 — 1998);
- епископ Gabriel Chang Bong-hun (1999 — по настоящее время).

## Источник
- Annuario Pontificio, Ватикан, 2007
- Булла Sacro suadente, AAS 51 (1959), стр. 152  (лат.)
- Булла Fertile Evangelii semen, AAS 54 (1962), стр. 552  (лат.)